# Team Gerolsteiner/2004
Deze pagina geeft een overzicht van de renners en de prestaties van de Duitse wielerploeg Team Gerolsteiner in 2004.

## Algemeen
| Sponsor - Gerolsteiner, een Duitse mineraaldrank Algemeen manager - Renate Holczer | Ploegleider - Hans-Michael Holczer Assistenten - Udo Bölts - Christian Henn - Reimund Dietzen | Fietsmerk - Wilier Triestina (Shimano) |

## Renners
| Naam             | Geboortedatum | Nationaliteit | Ploeg 2003     |
| ---------------- | ------------- | ------------- | -------------- |
| Gianni Faresin   | 16-07-1965    | Italië        |                |
| Robert Förster   | 27-01-1978    | Duitsland     |                |
| Markus Fothen    | 09-09-1981    | Duitsland     | beloften       |
| Uwe Hardter      | 14-01-1977    | Duitsland     |                |
| René Haselbacher | 15-09-1977    | Oostenrijk    |                |
| Danilo Hondo     | 04-01-1974    | Duitsland     | Telekom        |
| Sven Krauss      | 06-01-1983    | Duitsland     |                |
| Sebastian Lang   | 15-09-1979    | Duitsland     |                |
| Sven Montgomery  | 10-05-1976    | Zwitserland   | Fassa Bortolo  |
| Volker Ordowski  | 09-11-1973    | Duitsland     |                |
| Uwe Peschel      | 04-11-1968    | Duitsland     |                |
| Olaf Pollack     | 20-09-1973    | Duitsland     |                |
| Davide Rebellin  | 09-08-1971    | Italië        |                |
| Michael Rich     | 23-09-1969    | Duitsland     |                |
| Matthias Russ    | 14-11-1983    | Duitsland     | -              |
| Torsten Schmidt  | 18-02-1972    | Duitsland     |                |
| Ronny Scholz     | 24-04-1978    | Duitsland     |                |
| Marco Serpellini | 14-08-1972    | Italië        | Lampre         |
| Marcel Strauss   | 15-08-1976    | Zwitserland   |                |
| Georg Totschnig  | 25-05-1971    | Oostenrijk    |                |
| Fabian Wegmann   | 20-06-1980    | Duitsland     |                |
| Peter Wrolich    | 30-05-1974    | Oostenrijk    |                |
| Beat Zberg       | 10-05-1971    | Zwitserland   | Rabobank       |
| Markus Zberg     | 27-06-1974    | Zwitserland   |                |
| Thomas Ziegler   | 24-11-1980    | Duitsland     | Team Wiesenhof |

## Overwinningen
| - Catalaanse Week 2e etappe: Beat Zberg - Driedaagse De Panne 1e etappe: Danilo Hondo - Ronde van het Baskenland 2e etappe: Beat Zberg - Groningen-Münster Winnaar: Robert Förster - Amstel Gold Race Winnaar: Davide Rebellin - Waalse Pijl Winnaar: Davide Rebellin - Ronde van Nedersaksen 1e etappe: Danilo Hondo 2e etappe: Danilo Hondo 4e etappe: Danilo Hondo 5e etappe: Danilo Hondo - Luik-Bastenaken-Luik Winnaar: Davide Rebellin | - Vierdaagse van Duinkerken 5e etappe: Danilo Hondo - Ronde van Beieren 3e etappe: Michael Rich - Rund um die Hainleite Winnaar: Peter Wrolich - Ronde van Duitsland 1e etappe: Michael Rich - Nationale kampioenschappen Duitsland (tijdrit): Michael Rich Oostenrijk (tijdrit): Georg Totschnig - Ronde van Zwitserland 7e etappe: Georg Totschnig - Ronde van Catalonië 5e etappe: Danilo Hondo - Ronde van Saksen 2e etappe: Olaf Pollack 3e etappe: Davide Rebellin 4e etappe (a): Davide Rebellin | - Tre Valli Varesine Winnaar: Fabian Wegmann - GP Schwarzwald Winnaar: Markus Fothen - Ronde van Poitou-Charentes 1e etappe: Danilo Hondo - Trofeo Melinda Winnaar: Davide Rebellin - Ronde van Hessen 3e etappe: Sebastian Lang 4e etappe: Michael Rich Eindklassement: Sebastian Lang - Ronde van Rheinland-Pfalz 4e etappe: Torsten Schmidt - Grote Landenprijs Winnaar: Michael Rich - GP Beghelli Winnaar: Danilo Hondo |

1998 · 1999 · 2000 · 2001 · 2002 · 2003 · 2004 · 2005 · 2006 · 2007 · 2008